# Елена Ваенга
Елена Владимировна Ва̀енга (по рождение Хрульова; родена на 27 януари 1977 г. в Североморск) е руска поп певица, авторка на песни и актриса.
Нейният музикален спектър варира от балади и руска нео-естрада до шансони и фолклор. В Русия тя е сред най-известните певици от 2009 до 2014 г., получава наградата „Златен грамофон“ – сред най-престижните музикални награди в страната. Поради нейната популярност и медийна експозиция някои медии я сравняват с хит иконата от 70-те години Алла Пугачова, на което Ваенга се противопоставя енергично. Наричана е в някои издания „Кралицата на шансона“.

## Живот и кариера
Ваенга е родена във военната болница на базата на съветския Северен флот в Североморск – затворен град близо до Мурманск, характеризиращ се със своя специален военен статут. Родителите ѝ са били наети в корабостроителница, която е работила за съветския атомен подводен флот. Баща ѝ е инженер, а майка ѝ химик. Семейството в по-широк смисъл е оформено от военните традиции и събитията от Втората световна война. Баба и е живяла при обсадата на Ленинград. Дядо ѝ е бил в противовъздушната отбрана и е участвал в битките за Ораниенбаум през 1944 г.
В интервю певицата характеризира семейния климат като хармоничен и благоприятстващ кариерата: По отношение на музиката, например, родителите ѝ винаги са били най-силните ѝ критици.
Ваенга получава обучение по класическа музика отрано. Любими инструменти са китара и пиано. На деветгодишна възраст Елена Ваенга участва във Всесъюзния конкурс за композитори на Колски полуостров. В допълнение към музиката, актьорството се оказва допълнителен избор на кариера. След като завършва гимназия, тя отива в музикалното училище „Римски-Корсаков“ в Санкт Петербург. Като завършва музикалния клас там, тя работи, наред с други неща, като квалифициран учител по музика. Тя също се записва като студентка по актьорско майсторство в Академията за сценични изкуства (Theatre Academica; LGITIMIK). Въпреки това, преди да завърши театрално образование, тя се прехвърля в Москва. Там тя записва албум през 2001 г., който не е публикуван. Пуснат е само видеоклипът към едно парче. Сценичното ѝ име Ваенга е старо име на родния ѝ град Североморск.
Престоят на Ваенга в Москва продължава една година. След това се завръща в Санкт Петербург – град, към който чувства силна връзка, също и поради големия си кръг от приятели, живеещи там. Там тя играе актьорски роли и участва в местни фестивали. Пробивът идва през 2005 г. с албума Белая патица , който съдържа няколко от добре познатите им песни като Аеропорт и Тайга . Двата последващи албума – Шопен (2006) и Абсент (2007) – също се превъръщат в успешни албуми. По същия начин отделни сингъл издания. Куржу е награден със златен рекорд през 2009 г., Аеропорт година по-късно. На 7 януари 2011 г. Елена Ваенга изнася концерт в Кремъл, който е излъчен от Канал 1 на руската телевизия. През 2011 г. певицата реализира около 150 концерта – включително в САЩ, Германия и Израел.
Комерсиално Елена Ваенга е от най-добрите артисти в руската поп и естрадна музика. През 2011 г. бизнес списанието Форбс я класира като 9-ия най-добре печелещ артист в Русия – с годишни продажби от над 6 милиона щатски долара. През 2012 г. Ваенга завършва още изпълнения, включително турне в Германия с представления в Хановер, Берлин, Хамбург, Манхайм, Франкфурт на Майн, Кьолн, Дюселдорф и Карлсруе, между другото. Поради повреда на гласните струни тя трябва да прекъсне поредицата си от изпълнения през 2012 г. След възстановяването си през ноември тя продължава своята програма за представяне. Следват концерти през 2013 г., включително в западния украински град Лвов (Лемберг). През пролетта на 2014 г. певицата отново участва в няколко германски града.
Елена Ваенга е омъжена за музикалния продуцент Иван Иванович Матвиенко от 1995 до 2012 г. На 10 август 2012 г. тя ражда син.

## Противоречия
Освен с музиката си, Елена Ваенга привлича вниманието и с изявленията си по обществено и политически противоречиви теми. По повод на сатирична изложба за наркотиците в руската публика през 2008 г. в Санкт Петербург тя сваля карикатура от стената и я къса пред камерата. През 2012 г. тя активно подкрепя кандидатурата на Владимир Путин за президент .
Подобно на певицата Валерия, певците Олег Газманов и Йосиф Кобзон, както и други руски културни знаменитости, Елена Ваенга също изразява критика към противоречивата акция на феминистката пънк група Пуси Райът в московския храм „Христос Спасител“ . В книгата за гости на уебсайта си Ваенга заема позиция със силно полемични думи. Според Ваенга тя не е Исус Христос, който може да „прости всичко и на всички“. Освен това, като вярваща християнка, тя се чувства оклеветена. Тя лаконично коментира присъдите на трима от групата на по няколко години затвор: „Аз лично пия за здравето на съдиите, които ги осъдиха“.

## Музикален и медиен резонанс
В музикално отношение Елена Ваенга обслужва широк спектър. В него могат да се открият западни поп влияния, както и класическа естрада и популярни фолклорни елементи. Репертоарът на певицата варира от тежки като пиано, бавни балади (Шопен, Снег) до живи, успешни поп хитове като хитовете Аеропорт, Абсент и хитовия сингъл Куржу с мамбо ритъм. Има и изпълнения с атмосфера, като например Тайга, песен за красотата на руския пейзаж, Белая птица, Оловное сердца или Ja sabywaju ljubimovo.
Традиционният репертоар също присъства силно в програмата на Елена Ваенга. По повод изпълнение заедно с Хора на Червената армия тя изпява класики като химна на Втората световна война „Свещена война“ или парчето Кубанские казаки – добре позната песен от филма Казци от Кубан от 1948 г. На живо тя предпочита изпълненията на голяма сцена и богат оркестров съпровод – събития, на които тя често кани приятели артисти. Медии като Комсомолская правда я описват като една от най-популярните руски певици в момента. Междувременно Елена Ваенга също е редовно сравнявана с иконата на руската поп музика Алла Пугачова – от съветско-латвийския композитор Раймонд Паулс, наред с други. Други коментатори предпочитат характеристиката на Ваенга да се сравнява с тази на други артисти, като певеца на шансон Григорий Лепс или лидера на групата и певец-композитор Семфира.
Тяхното живо присъствие и контакт с публиката често се посочва като положителен фактор. Всекидневникът Frankfurter Neue Presse отбелязва по повод турнето ѝ в Германия през 2012 г., че междувременно певицата е достигнала върха на стълбичката на успеха. В сравнение с пазара на немската развлекателна музика те играят подобна роля на Мирей Матийо, Катерина Валенте или Гите Хенинг. Статията характеризира изпълнението на Ваенга на живо със следните думи: „(...) В празнична вечерна рокля и спретнато прическа, тя излиза на сцената и веднага привлича вниманието и симпатиите на всички, когато пее на руски по теми, които вълнуват мнозина: чувства, любов, Солидарност между хората. Ваенга е придружена от голяма група, чието звучене е много подобно на западната популярна музика. В музикално отношение това е достойно забавление между хитови мелодии, шансон еспрайт и понякога фолклорно-етнически мотиви“.

## Дискография

### Албуми
- Portret (Портрет) (2003)
- Fleita 1 (Флейта 1) (2003)
- Fleita 2 (Флейта 2) (2005)
- Belaja ptiza (Белая птица) (2005)
- Schopen (Шопен) (2006)
- Absent (Абсент) (2007)
- Djuny (Дюны) (2007)
- Klawischi (Клавир) (2008)
- Lena (Лена) (2012)

### DVD
- Konzert w Den Roschdenija (Концерт в День Рождения) (2007)
- Ledjanoje serdze (Ледяное сердце) (2008)
- Schelaju solnza (Желаю солнца) (2009)
- Ledjanoje serdze 2 (Ледяное сердце 2) (2009)
- Belaja ptiza (Белая птица) (2011)